# Lonnie Shelton
Lonnie Jewel Shelton (Bakersfield, 19 ottobre 1955 – Westminster, 8 luglio 2018) è stato un cestista statunitense, professionista nella NBA.

## Carriera
È stato selezionato dai New York Knicks al secondo giro del Draft NBA 1976 (25ª scelta assoluta).

## Statistiche
| † | Denota una stagione in cui ha vinto il titolo NBA |

### NBA

#### Regular Season
| Anno       | Squadra             | PG  | PT  | MP   | TC%  | 3P%  | TL%  | RP  | AP  | PRP | SP  | PP   |
| ---------- | ------------------- | --- | --- | ---- | ---- | ---- | ---- | --- | --- | --- | --- | ---- |
| 1976-1977  | N.Y. Knicks         | 82  | -   | 25,7 | 47,6 | -    | 70,7 | 7,7 | 1,8 | 1,5 | 1,2 | 11,6 |
| 1977-1978  | N.Y. Knicks         | 82  | -   | 28,3 | 51,4 | -    | 73,6 | 7,1 | 2,4 | 1,3 | 1,4 | 14,9 |
| 1978-1979† | Seattle S.Sonics    | 76  | -   | 28,4 | 51,9 | -    | 69,3 | 6,2 | 1,4 | 1,0 | 1,0 | 13,5 |
| 1979-1980  | Seattle S.Sonics    | 76  | -   | 29,5 | 53,0 | 20,0 | 76,3 | 7,7 | 1,9 | 1,2 | 1,0 | 13,6 |
| 1980-1981  | Seattle S.Sonics    | 14  | -   | 31,4 | 42,0 | -    | 65,5 | 5,6 | 2,5 | 1,6 | 0,2 | 13,0 |
| 1981-1982  | Seattle S.Sonics    | 81  | 81  | 32,9 | 48,6 | 0,0  | 78,3 | 6,3 | 3,1 | 1,2 | 0,5 | 14,9 |
| 1982-1983  | Seattle S.Sonics    | 82  | 79  | 31,4 | 47,8 | 16,7 | 75,4 | 6,0 | 2,9 | 0,9 | 0,9 | 12,4 |
| 1983-1984  | Cleveland Cavaliers | 79  | 78  | 26,6 | 47,6 | 20,0 | 76,4 | 4,8 | 2,3 | 1,0 | 0,7 | 10,8 |
| 1984-1985  | Cleveland Cavaliers | 57  | 14  | 21,8 | 43,5 | 0,0  | 66,2 | 4,7 | 1,7 | 0,8 | 0,3 | 6,4  |
| 1985-1986  | Cleveland Cavaliers | 44  | 1   | 15,5 | 48,9 | 0,0  | 87,5 | 3,3 | 1,4 | 0,5 | 0,1 | 4,5  |
| Carriera   | Carriera            | 673 | 253 | 27,5 | 49,2 | -    | 73,8 | 6,1 | 2,2 | 1,1 | 0,8 | 12,0 |

#### Playoffs
| Anno     | Squadra             | PG | PT | MP   | TC%  | 3P% | TL%  | RP   | AP  | PRP | SP  | PP   |
| -------- | ------------------- | -- | -- | ---- | ---- | --- | ---- | ---- | --- | --- | --- | ---- |
| 1978     | N.Y. Knicks         | 6  | -  | 25,2 | 53,6 | -   | 75,0 | 7,3  | 2,8 | 0,3 | 0,8 | 11,0 |
| 1979†    | Seattle S.Sonics    | 17 | -  | 33,3 | 48,3 | -   | 69,2 | 8,4  | 2,0 | 1,1 | 1,1 | 12,9 |
| 1980     | Seattle S.Sonics    | 15 | -  | 31,3 | 50,7 | 0,0 | 62,7 | 8,3  | 1,7 | 1,5 | 0,8 | 12,0 |
| 1982     | Seattle S.Sonics    | 8  | -  | 33,3 | 47,1 | -   | 68,8 | 7,4  | 2,0 | 0,6 | 0,9 | 12,8 |
| 1983     | Seattle S.Sonics    | 2  | -  | 26,5 | 17,4 | 0,0 | 40,0 | 10,5 | 2,5 | 0,5 | 0,0 | 5,0  |
| 1985     | Cleveland Cavaliers | 4  | 0  | 26,5 | 55,9 | -   | 80,0 | 5,5  | 1,0 | 0,5 | 0,3 | 11,5 |
| Carriera | Carriera            | 52 | 0  | 31,0 | 48,5 | 0,0 | 66,7 | 7,9  | 1,9 | 1,0 | 0,8 | 12,0 |

## Palmarès
- Campionato NBA: 1

Seattle Supersonics: 1979
- NBA All-Defensive Second Team (1982)
- NBA All-Star (1982)